# Florence Arman

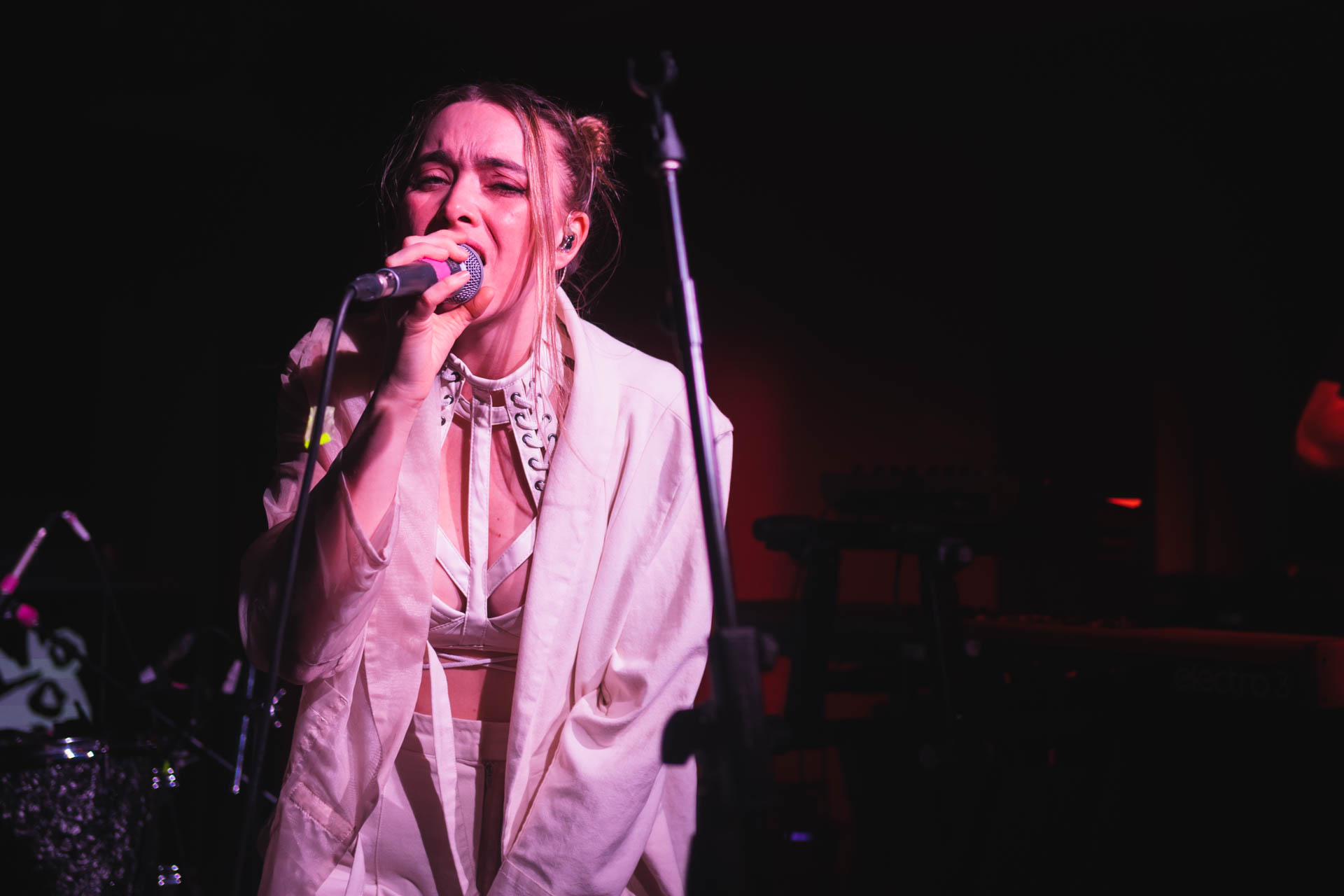
Florence Arman (2023)

Florence Amelia Arman (* 19. Juni 1995 in Tirol) ist eine britische Popmusikerin und Singer-Songwriterin, die in Wien lebt.

## Leben und Wirken
Florence Arman stammt aus einer britisch-irischen Musikerfamilie. Ihr Vater ist der Chor- und Orchesterleiter Howard Arman, ihre Mutter die Sängerin Stella Arman (Bevan Family Choir) und ihre Brüder der Jazzmusiker John Arman und der Musikproduzent Sebastian Arman (Decco). Mit vier Jahren lernte sie, Geige zu spielen, später brachte sie sich Gitarre und Klavier selbst bei. Sie verbrachte ihre Kindheit in Tirol, bis sie neun Jahre alt war. Anschließend lebte sie zeitweilig in Innsbruck, wo sie 2015 auch die Reifeprüfung am Abendgymnasium Innsbruck ablegte, in England, Amsterdam und Leipzig und zog dann nach Wien. Sie begann ein Lehrerstudium, das sie abbrach, um sich der Musik zu widmen.
Sie arbeitete zunächst unter ihrem Künstlernamen „klei“ (holländisch für „Ton“, Modelliermasse) mit anderen Musikern zusammen, darunter mit Conchita Wurst, der britischen Rockband The Kooks und dem deutschen Pop-Rapper Cro,  bis sie sich entschloss, eigene Songs unter ihrem bürgerlichen Namen zu veröffentlichen. Bei den Amadeus Austrian Music Awards 2016 lernte sie den Musikproduzenten Filous kennen und begann die ersten Song-Writing-Sessions mit ihm. Dabei entstand der Song „For Love“.
Im Jahr 2021 veröffentlichte sie ihre Debüt-EP unter dem Titel „Out of the Blue“ mit sieben eigenen Songs, die Marco Weise im Kurier als „unglaublich eingängig“ beschrieb. „Da ist nichts üppig gewürzt, wird nichts künstlich aufgeblasen, […] Die Melodieführung übernehmen entweder das Klavier oder die Gitarre, die Beats sind im Midtempo-Bereich angesiedelt oder im Falle von „In A Heartbeat“ kaum wahrnehmbar.“
Auf dem Reeperbahn Festival in Hamburg im September 2021 war sie für den Anchor Award nominiert und trat mit einem halbstündigen Solo-Konzert auf, begleitet von ihrem Bruder John Arman an der Gitarre und Johannes Schweiger am Keyboard.
Arman wurde im Jahr 2022 für drei Amadeus Austrian Music Awards nominiert (Kategorie "Pop / Rock", FM4 Award, Tonstudiopreis Best Sound für "Out of the Blue"). 2023 erschien ihre zweite EP "Love's the Worst".

## Preise
- 2021: „XA Export Award“ im Rahmen des Wiener Musikfestivals Waves Vienna[12]

## Diskografie

### Alben
- 2021: Out of the Blue (EP)
- 2023: Love's the Worst (EP)

### Singles
- 2020: Naked
- 2020: In a Heartbeat
- 2020: Home
- 2021: Out of the Blue
- 2021: Fever
- 2022: Stupid Heart
- 2022: Friends
- 2023: Hello Florence, How Are You?
- 2023: Good Girls
- 2023: New Pair of Shoes

### Autorenbeteiligungen und Produktionen
- 2019: Sonne & Mond – Julian le Play feat. Madeline Juno (Begleitgesang, Komposition, Liedtext, Musikproduktion)